# Hrabstwo Buloke

Hrabstwo Buloke na mapie stanu Wiktoria

Hrabstwo Buloke (ang. Shire of Buloke) – obszar samorządu lokalnego (ang. local government area) położony w północno-zachodniej części stanu Wiktoria. Samorząd powstał w wyniku stanowej reformy samorządowej w 1995 roku z połączenia następujących hrabstw: Birchip, Charlton, Donald, Wycheproof oraz z części hrabstwa Kara Kara. 
Powierzchnia samorządu wynosi 8004 km² i liczy 7080 mieszkańców (dane z 2006 roku). Rada samorządu zlokalizowana jest w mieście Wycheproof, złożona jest z dziewięciu członków. 
W celu identyfikacji samorządu Australian Bureau of Statistics wprowadziło czterocyfrowy kod dla Hrabstwa Buloke – 1270.